# Stanisław Kazimierz Nagy
Stanisław Kazimierz Nagy SCI (Bieruń, 30 de setembro de 1921 — Cracóvia, 5 de junho de 2013) foi um cardeal polaco, arcebispo-titular emérito de Hólar.
Foi ordenado padre em 8 de julho de 1945. Em 2003, é consagrado arcebispo-titular de Hólar, na véspera de se tornar cardeal, em homenagem ao seu trabalho pioneiro de ecumenismo na Polônia e por sua atividade acadêmica. Escreveu várias obras, entre as quais, "Cristo na Igreja. Esboço de eclesiologia fundamental" e "O Papa de Cracóvia".
Foi criado cardeal em 2003 pelo Papa João Paulo II, com o título de Cardeal-diácono de S. Maria della Scala, sendo-lhe imposto o barrete cardinalício em 21 de outubro. Em 2005, participou do conclave que elegeu Joseph Ratzinger como Papa Bento XVI, como cardeal não-votante. Ainda participou do Conclave de 2013, que elegeu Jorge Mario Bergoglio como Papa Francisco, também como cardeal não-votante.
Faleceu em 5 de junho de 2013, em Cracóvia.